# 街頭霸王IV
《街頭霸王Ⅳ》（日語：ストリートファイター IV），简称街霸Ⅳ（日語：ストIV），是卡普空於2008年在Taito Type X²主機推出的格鬥遊戲，使用Taito VewLix框體。本作的街機版於2008年6月18日在日本發行，於同年8月引進北美市場。PlayStation 3和Xbox 360的電視遊樂器版本預計在2009年2月12日於日本發行，2月17日於北美發行，2月20日於歐洲發行。Windows版本於2009年7月發行。

## 角色

### 街頭霸王Ⅱ (Street Fighter II) 角色
- 隆
- 肯·马斯达斯
- 春麗
- 布兰卡
- 桑吉尔夫
- 達爾西姆
- 本田
- 迈克·拜森
- 巴洛克
- 沙加特／（维克托·沙加特）
沙蓋特／（维克托·沙蓋特）
- 维加

### 四代新增角色
- 阿貝爾
亞伯
- Ｃ·毒蛇（深紅毒蛇）／瑪婭（瑪婭·蘇妮／瑪雅·桑尼）
- 路法斯
- 福爾特（艾爾·福爾特）

### 頭目及隱藏角色
- 塞斯
賽斯
- 豪鬼
- 剛拳
鋼拳
豪拳
豪劍

### 家用版追加角色
- 春日野櫻
- 彈（火引 彈）
- 飛龍
- 嘉米
- 玫瑰（白玫瑰）
羅斯（懷特·羅斯）
- 元

### 超級街頭霸王Ⅳ (Super Street Fighter IV) 追加角色
- 雷鷹
- 迪·傑
- 科迪（科迪·特拉弗斯）
- 凱
- 阿頓
- 伊吹
息吹
- 達德利
杜德利
- 真琴
誠
- 哈坎
哈剛
哈根
- 韩蛛俐

### 超級街頭霸王Ⅳ: 街機版 (Super Street Fighter IV: Arcade Edition) 追加角色
- 雲（李 雲）
陰（李 陰）
- 陽（李 陽）
揚（李 揚）
- 殺意隆
- 狂鬼[8]

### 終極街頭霸王Ⅳ (Ultra Street Fighter IV) 追加角色
- 迪卡普莉
迪卡普麗
- 胡戈（胡戈·安多爾）
胡高（胡高·安多爾）
雨果（雨果·安多爾）
- 毒吻
毒藥
猛毒
波伊森（波伊森·基斯）
- 羅倫托（羅倫托·Ｆ·舒格格）
羅蘭多（羅蘭多·Ｆ·舒格格）

## 戰鬥場景
| 英文原名                       | 中文譯名         | 位置   |
| ------------------------------ | ---------------- | ------ |
| Drive-in at Night              | 得來速之夜       | 美国   |
| Crowded Downtown               | 熱鬧的市鎮       | 中国   |
| Snowy Rail Yard                | 積雪的鐵路       | 俄罗斯 |
| Inland Jungle                  | 內陸叢林         | 巴西   |
| Small Airfield                 | 小型機場         | 乍得   |
| Beautiful Bay                  | 幽美之灣         | 越南   |
| Old Temple                     | 老舊的寺院       | 日本   |
| Cruise Ship Stern              | 巡洋中的遊輪尾艙 | 義大利 |
| Historic Distillery            | 陳年釀酒廠       | 蘇格蘭 |
| Deserted Temple                | 破敗的寺院       | 日本   |
| Secret Laboratory              | 秘密實驗室       |        |
| Crumbling Laboratory           | 崩塌的實驗室     |        |
| Overpass                       | 高架橋下         | 日本   |
| Volcanic Rim                   | 火山附近         | [ 9 ]  |
| Run-down Back Alley            | 夜深人靜的小鎮   | 中国   |
| Morning Mist Bay               | 晨霧之灣         | 越南   |
| Pitch-black Jungle             | 暗夜叢林         | 巴西   |
| Pit Stop 109                   | 繁忙的停車場     | 日本   |
| Cosmic Elevator                | 宇宙電梯         | 巴西   |
| Mad Gear Hideout               | 瘋狂齒輪藏身處   | 美国   |
| Blast Furnace                  | 鋼廠的煱爐       | 俄罗斯 |
| Jurassic Era Research Facility | 侏羅紀時代研究所 |        |
| Half Pipe                      | 室外滑板場       | 美国   |
| Training Stage                 | 訓練場           |        |